# Stanhopeinae
Las Stanhopeinae es una subtribu dentro de las Orchidaceae.
Dentro de Stanhopeinae los miembros se pueden clasificar en seis subtipos basados en rasgos morfológicos y análisis moleculares.
- Braemia Clado: Braemia
- Góngora Clado: Cirrhaea, Góngora
- Acineta Clado: Acineta, Lacaena, Lueddemannia, Vasqueziella
- Polycycnis Clado: Kegeliella, Polycycnis, Soterosanthus shepheardii
- Stanhopea Clado: Coryanthes, Embreea, Stanhopea, Sievekingia
- Houlletia Clado: Horichia, Houlletia, Jennyella, Paphinia, Schlimmia, Trevoria.

El género Archivea solo se conoce por una pintura en acuarela efectuada por T. Duncanson, la misma se encuentra en los archivos del herbario del Real Jardín Botánico de Kew. No existe espécimen prensado o materiales vivos que se conozcan, por lo que no puede ser agrupada en un clado específico.
Todas las especies en esta subtribu son exclusivamente polinizadas por abejas machos euglossinas, las cuales se sienten atraídas por las fragancias florales. Una especie de orquídea puede atraer a solo una o unas pocas especies de abejas procedentes de docenas de especies en el hábitat.

## Géneros
| - Acineta - Archivea - Braemia - Cirrhaea - Coryanthes - Embreea - Góngora | - Horichia - Houlletia - Jennyella - Kegeliella - Lacaena - Lueddemannia - Paphinia | - Polycycnis - Schlimmia - Sievekingia - Soterosanthus - Stanhopea - Trevoria - Vasqueziella |